# Krasnoarmejsk
För andra betydelser, se Krasnoarmejsk (olika betydelser).

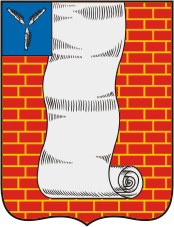
Stadens vapen.

Krasnoarmejsk (ryska Красноарме́йск) är en stad vid nedre Volga i Saratov oblast i Ryssland, 30 kilometer söder om Volgograd. Folkmängden uppgick till 23 609 invånare i början av 2015.
Krasnoarmejsk grundades som en tysk koloni av herrnhuter på tillskyndan av Katarina II 1770. Staden var tidigare känd för sin senapsodling. 1926 var 1 580 av stadens 4 610 invånare tyskspråkiga.